# Flourgon (Artista Dancehall)
Michael May (nascido em 1970), mais conhecido como Flourgon, é um artista jamaicano de dancehall.

## Biografia
May pegou o apelido de "Flourgon", que virou o seu nome artístico, devido ao seu amor por fritos (dumplings em inglês). Depois de ser ensinado por Charlie Chaplin, ele ganhou experiência cantando em vários sistemas de som de Kingston, ele começou seu próprio - Sweet Love, que contava com Buju Banton em inicio de carreira. Ele geralmente atuava com seu irmão, o DJ Red Dragon e com seus amigos mais próximo Daddy Lizard (que também era seu cunhado) e Sanchez. 
Ele lançou diversos sucessos na Jamaica no fim dos anos 80 e 90, gravando para produtores como Winston Riley, Steely & Clevie e Philip "Fatis" Burrell, todos solo e em combinação com outros DJs como Red Dragon, Freddie McGregor ("Bless My Soul"), Sanchez ("Madly In Love"), Ninjaman ("Zip It Up"), e Thriller U ("Girls Just Wanna Have Fun"). Seu sucesso continuou durante o século 21, e ele continou a se apresentar ao vivo mas seus lançamentos menos frequentes. Em 2010 ele anunciou que pretendia lançar um novo albúm chamado Can't Live Without You, que ainda há de ser lançado.
May se aderiu ao movimento rastafari e não apresenta mais alguns de seus primeiros materiais, alegando em 2008: "Certas música que eu fazia que eu não faço mais. Eu sou mais consciente agora".
Em 2016, ele lançou o single "You Got Me Talking, e planejou um tour pela Europa com Sanchez.

## Discografia
- Red Dragon Vs Flourgon (1989), Techniques
- Count Out (1989), VP